# Amén (álbum)
En el 2004 en un Jamming organizado en el barrio de Ventanilla, Marcello y Henry conocen a Manuel Chávez el cual encajaría muy bien como baterista en la nueva alineación de la banda, este álbum vendría a ser el primer álbum solista de Motta pero también considerado el segundo de la banda AMEN. En diciembre del 2004 se lanza el segundo disco que lleva también por nombre Amén, este CD contiene 12 canciones que son compuesta en letra y música por Marcello Motta a excepción del tema “Milagros” compuesta por Freddy Velarde tío de Marcello. De este disco los temas “Fin del tiempo”, “Por amor” y “Pan con mantequilla” alcanzaron los primeros lugares en varias radios de Lima y el Perú. 
El reconocido  baterista de rock Jose Wherrems, grabó en el estudio "Amigos" siete temas que aparecen en la lista. Los créditos no aparecen en el disco original, sin embargo Marcello Motta, reconoció los derechos de Wherrems como intérprete y ejecutante de dichas canciones en Soniem Perú.

## Lista de canciones
1. Bienvenido
2. Mujer Diablo
3. San Pedro
4. Rosas en el bar
5. Pan con mantequilla
6. Por amor
7. Rock and roll
8. Te beso
9. Milagros
10. Paz
11. Fin del tiempo
12. Decir adiós
13. (Y sólo yo quiero) La chata

## Integrantes
- Marcello Motta - voz y guitarra
- Nathan Chara - bajo
- Henry Ueunten - teclados
- Manuel Chávez - batería